# 真武山街道 (襄阳市)
真武山街道是中华人民共和国湖北省襄阳市襄城区下辖的一个街道办事处。
2013年，襄阳市人民政府批复同意撤销昭明街道办事处和王府街道办事处，新组建古城街道办事处和真武山街道办事处。真武山街道办事处驻地为原王府街道办事处，共辖9个社区。将原属庞公街道办事处管辖的胜利街社区、落轿街社区（企业社区），檀溪街道办事处管辖的慧苑社区划归真武山街道办事处。调整后，真武山街道办事处共辖9个社区。分别为：胜利街、落轿街（企业社区）、擂鼓台、慧苑、铁佛寺、陵园路、长虹、凤雏、檀溪社区。户籍人口57636人，版图面积5.16平方公里。

## 行政区划
真武山街道下辖以下村级行政区划单位：
檀溪社区、陵园路社区、凤雏社区、长虹社区、铁佛寺社区、擂鼓台社区、胜利街社区、落轿街社区和慧苑社区。